# Carcinosomatoidea
Carcinosomatoidea é uma superfamília extinta de euriptéridos, um grupo extinto de artrópodes quelicerados comumente conhecidos como "escorpiões marinhos". É uma das superfamílias classificadas como parte da subordem Eurypterina.
Sugeriu-se que alguns gêneros de carcinossomatoides fossem totalmente marinhos, em oposição a viver em ambientes costeiros de água salobra ou hipersalina.
A maioria dos táxons de carcinossomatoides é conhecida dos paleocontinentes da Laurência, Báltica e Avalônia. Fósseis isolados e fragmentários do Siluriano Superior do Vietnã e da República Tcheca mostram que os terrenos de Annamia e Perunica estavam dentro do alcance geográfico de carcinossomatoides. Apenas alguns carcinossomatoides basais (por exemplo, Carcinosoma e Paracarcinosoma) foram encontrados em águas mais profundas, enquanto as formas mais derivadas, como Mixopterus e Lanarkopterus [en], não foram. Carcinossomatoides basais (Carcinosomatidae) são provavelmente responsáveis pelos restos fósseis no Vietnã e na República Tcheca e podem ter tido uma distribuição semelhante à distribuição cosmopolita de pterigotioides, embora não fossem tão comuns nem tão bem-sucedidos.

## Classificação
Carcinosomatoidea têm uma filogenia interna mal resolvida, embora possam ser facilmente reconhecidos pela aparência semelhante a um escorpião e por apêndices fortemente espinhosos. Numerosas características apoiam uma relação próxima com Eurypteroidea [en].